# Київська Русь (монета)
«Ки́ївська Ру́сь» — ювілейна монета номіналом 5 гривень, випущена Національним банком України. Присвячена витокам української державності — Київській середньовічній державі ІХ — ХІІІ століть, яка виникла на власній соціально-економічній і культурній основі та якій належало особливе місце в історії Європи. Монета входить до набору з чотирьох пам'ятних монет у сувенірній упаковці: «Київська Русь», «Галицьке королівство», «Козацька держава», «25 років незалежності України», присвячених 25-річчю незалежності України, кожна з яких репрезентує певний етап державного становлення та розвитку держави впродовж тисячоліття.
Монету введено в обіг 17 серпня 2016 року. Вона належить до серії «Відродження української державності».

## Опис монети та характеристики
| Номінал грн. | Метал      | Маса, г | Діаметр, мм | Якість виготовлення       | Гурт     | Тираж, штук                                              |
| ------------ | ---------- | ------- | ----------- | ------------------------- | -------- | -------------------------------------------------------- |
| 5            | нейзильбер | 16,54   | 35,0        | спеціальний анциркулейтед | рифлений | 50 000 (весь тираж у буклетах разом з 3 іншими монетами) |

### Аверс
На аверсі монети розміщено: угорі написи «УКРАЇНА», номінал «5 ГРИВЕНЬ», рік карбування монети «2016» (праворуч) та логотип Банкнотно-монетного двору Національного банку України (ліворуч); у центрі на дзеркальному тлі — стилізований вінець київських князів та рослинний орнамент, під яким — малий Державний Герб України.

### Реверс
На реверсі монети на дзеркальному тлі зображено стилізовану мапу, охоплену обручем, що символізує об`єднання Руських земель, на тлі мапи — вірчий знак Володимира Великого із зображенням тризуба; угорі півколом напис «КИЇВСЬКА РУСЬ».

## Автори

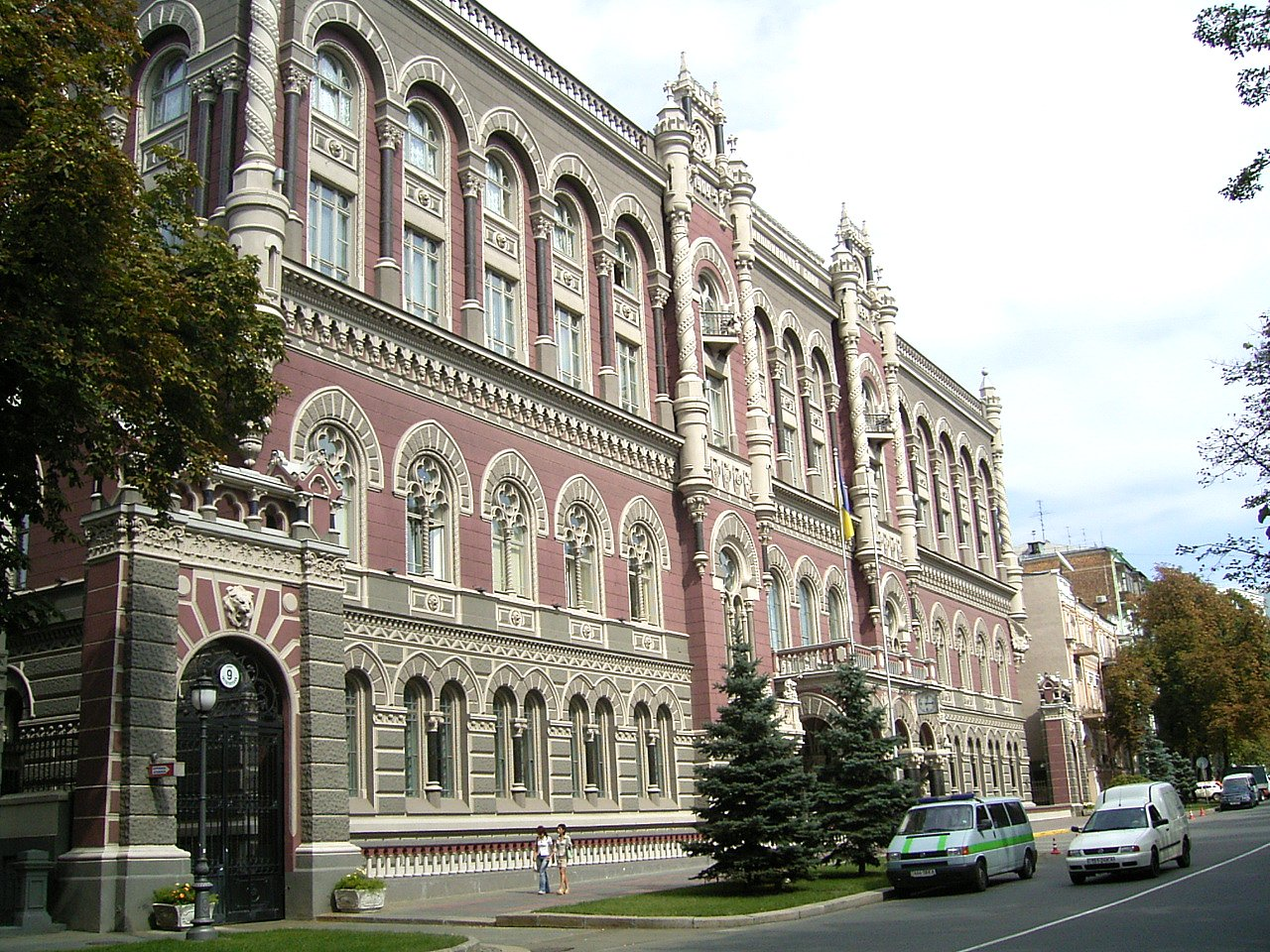
Будівля Національного банку України

- Художники: Таран Володимир, Харук Олександр, Харук Сергій.
- Скульптори: Атаманчук Володимир, Іваненко Святослав.

## Вартість монети
Під час введення монети в обіг у 2016 році, Національний банк України реалізовував монету через свої філії за ціною 38 гривень. Вартість набору з чотирьох пам'ятних монет у сувенірній упаковці становила 197 гривень.
Фактична приблизна вартість монети з роками змінювалася так:
| Рік        | 2017 | 2018 | 2019 | 2020 | 2021 | 2022 | 2023 | 2024 | 2025 |
| ---------- | ---- | ---- | ---- | ---- | ---- | ---- | ---- | ---- | ---- |
| Ціна, грн. | 60   | 65   | 75   | 90   | 170  | 190  | 330  | 490  | 650  |